# Michael Pacher

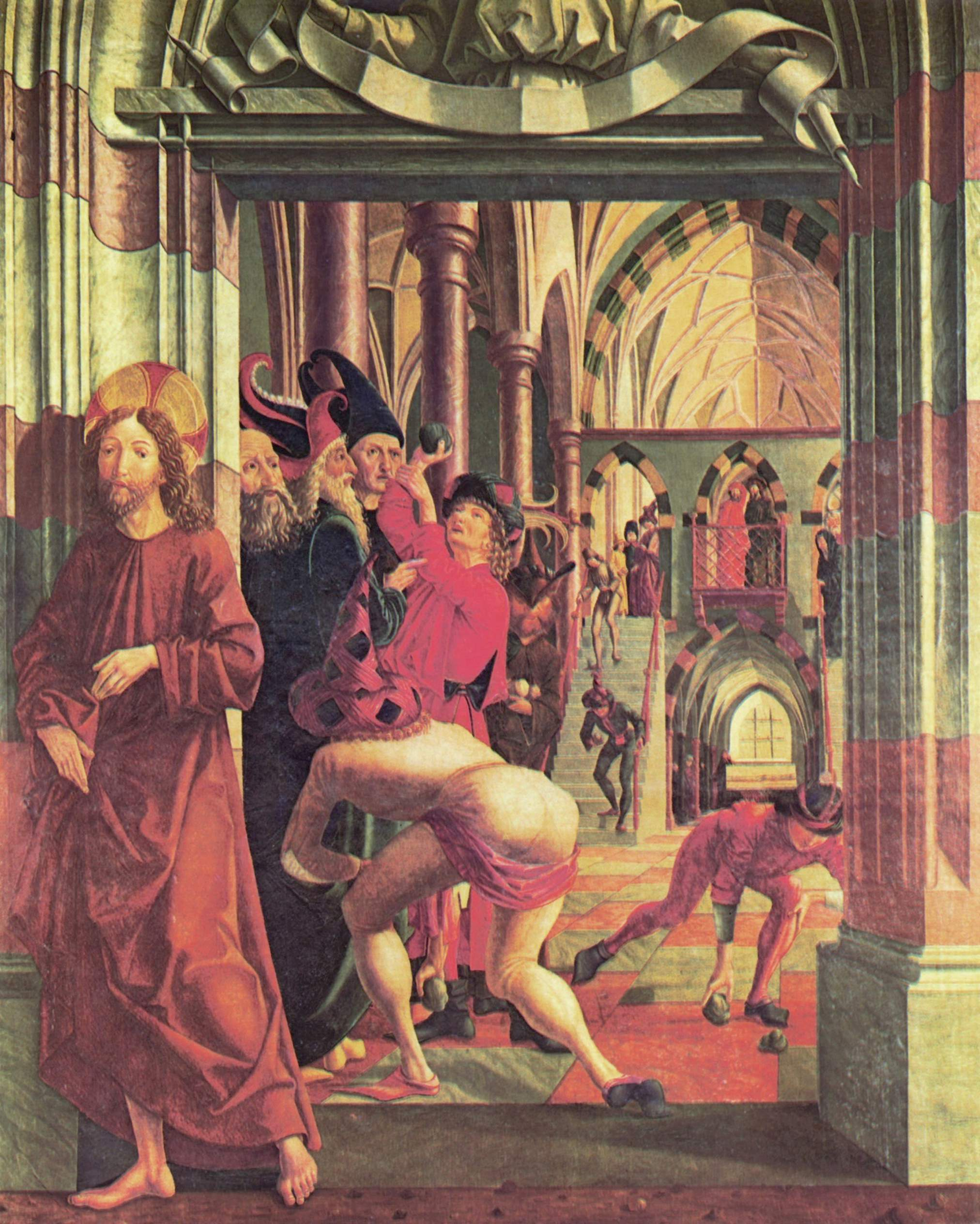
A Sankt Wolfgang-i Pacher-oltár részlete: Krisztus megkövezése

Michael Pacher (Brixen mellett, 1430/1435 k. – Salzburg, 1498. augusztus) osztrák festő, faszobrász. Közép-Európa reneszánszba hajló késő gótikus korának kiemelkedő mestere, fafaragóként és festőként egyaránt tehetséges művész volt.

## Élete
Életéről meglehetősen keveset tudunk. A tiroli Puster-völgyben (ma: Val Pusteria) született, Brixen (ma Bressanone, Olaszország) mellett. Feltehetően rokona volt a szintén festő Friedrich Pachernak. Egyes feltételezések szerint felső-Rajna-vidéki és észak-itáliai útján tanulta ki a festészetet és a szobrászatot. A források alapján 1467-ben már saját műhelye volt a tiroli Bruneckben (ma Brunico). 1469-ben maga is a városkába költözött és itt lakott egészen 1494-ig, de legkésőbb 1496-ig. Hátralévő éveit Salzburgban élte le.

## Életműve
Pacher festőként és szobrászként, fafaragóként egyaránt tehetségesnek bizonyult. Művészetének jelentősége elsődlegesen abban állt, hogy az itáliai, németalföldi és dél-németországi késő gótikus és kora reneszánsz művészeti minták átvételével sajátos formanyelvet alakított ki az egyházművészetben, amellyel Tirolon túl is ismertté vált. Különösen nagy hatással volt rá Andrea Mantegna padovai és mantovai freskóinak térábrázolása, s idővel Pacher is virtuóz módon alkalmazta a távolabbi alakok rövidüléssel való térbe komponálását (skurc). Egyik korai táblaképe is már a centrális perspektíva értő alkalmazásáról tanúskodik (oltárkép Thomas Becket haláláról és temetéséről, 1470 körül, Graz, Landesmuseum Joanneum). Pacher emberalakjai realisztikusak, valósághűek. A korban ismert iskoláktól eltérő, újszerű tájábrázolása az Alpoktól északra fekvő területek festészetében új utakat nyitott meg.
Az általa faragott és festett négy Szűz Mária-oltár közül három példány maradt fenn töredékesen. A legkorábbi az 1462–1465 között a Sankt Lorenz (ma San Lorenzo di Sebato) plébániatemploma számára faragott darab, amelyen a trónoló Madonna főalakja körül Mihály arkangyal és Szent Lőrinc életéből vett jelenetek láthatóak (fennmaradt részeit több helyen őrzik: Bécs, Österreichische Galerie; München, Alte Pinakothek). Időben második Mária-oltára az 1471–1475 között elkészült, a griesi (ma Bolzano része) templom részére faragott és festett, Mária megkoronázását ábrázoló szárnyas oltár, amely a főként Niclas Gerhaert van Leyden nevéhez fűződő délnémet oltárhagyomány megoldásait követi.

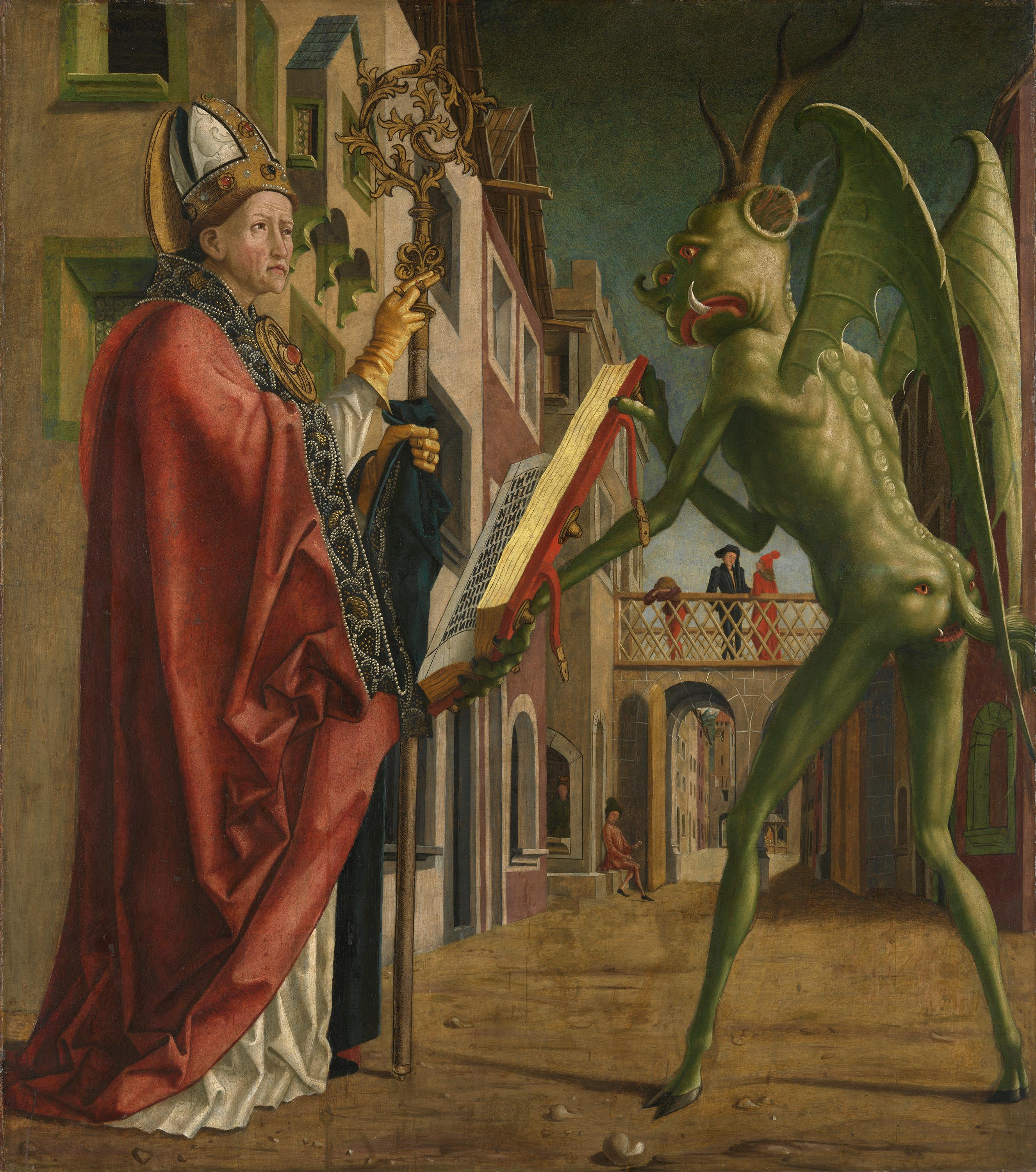
Hippói Szent Ágoston és a Sátán az 1483-ban elkészült novacellai Egyházatyák-oltáron

Legismertebb mesterműve, életművének legjelentősebb darabja az időben harmadik fennmaradt Mária-oltár, a salzkammerguti Sankt Wolfgang zarándoktemplomában található, művészettörténeti írásokban Pacher-oltár néven is említett mű. A flamboyant stílusú, gazdagon díszített, rendkívül aprólékos kialakítású, kétszeresen nyitható szárnyas oltárt (dupla triptichon vagy poliptichon) cédrusfából faragta ki Pacher. A munkát 1471-ben rendelte meg tőle Benedikt Eck mondseei apát, s 1475–1481 között készült el. A szárnyas oltár szekrényében a Szűz megkoronázása látható. A szárnyak külső oldala Szent Farkas legendáriumából ábrázol jeleneteket, kinyitott állapotban pedig Krisztus életének nyolc eseményét vonultatja fel. A másik szárny belső oldalán a Szűz életének főbb jelenetei láthatóak, nyitott állapotban ezek szegélyezik az oltár fő képét. A képek mozgalmassága a németalföldi táblaképfestészet jegyeivel rokonítható. A Sankt Wolfgang-i Pacher-oltár ma is eredeti helyén áll.
A neustifti (ma Novacella, Olaszország) Ágoston-rendi kolostor részére festett oltárképe (1482–1483, München, Alte Pinakothek) már kiforrott festői eszköztárról tanúskodik. Az Egyházatyák-oltár néven ismert mű átlósan elhelyezett, festett baldachinos fülkékben ábrázol egy-egy az egyházatyák életéhez kapcsolódó csodatételt.